# 2ЭС5
2ЭС5 «Скиф» — магистральный грузовой электровоз переменного тока пятого поколения, разрабатываемый совместно ЗАО «Трансмашхолдинг» и французской компанией Alstom для ОАО «Российские железные дороги». Локомотив создан как один из элементов нового семейства российских электровозов, построенных по принципу единой базовой платформы на основе электровозов Alstom Prima II. Всего было выпущено пять электровозов, все они по состоянию на 2018 год эксплуатируются на Северо-Кавказской железной дороге.

## История создания и эксплуатации

### Проектирование
Для разработки локомотива компании Трансмашхолдинг и Alstom создали совместный инжиниринговый центр (обозначенный как ТРТранс). Меморандум о создании электровоза 2ЭС5 подписан производителями и ОАО «РЖД» 21 сентября 2010 года. За основу конструкции были взяты электровозы семейства Alstom Prima II, и многие технические решения для 2ЭС5 были общими с электровозами ЭП20. Унификация узлов и элементов с головным проектом — двухсистемным пассажирским электровозом ЭП20 запланирована на уровне 75 %. В апреле 2011 года создан макетный образец. Производство должно быть развёрнуто на Новочеркасском электровозостроительном заводе (по согласованию с ОАО «Российские железные дороги» электровоз 2ЭС5 получил название «Скиф»).

### Производство
Данные по выпуску электровозов 2ЭС5 по годам приведены в таблице:
| Год выпуска | Количество электровозов | Количество секций | Номера электровозов |
| 2012        | 2                       | 4                 | 001, 002            |
| 2014        | 1                       | 2                 | 003                 |
| 2015        | 2                       | 4                 | 004, 005            |
| Всего       | 5                       | 10                | 001 — 005           |

### ЭС5С
В 2015 году на базе электровозов 2ЭС5 была начата разработка проекта электровозов 2ЭС5С, которые должны были отличаться от базовой модели применением отечественного преобразующего и тягового электрооборудования вместо более дорогостоящего импортного при сохранении механической части и всех технических характеристик. Однако впоследствии в целях удешевления производства проект был кардинально переработан, и за основу конструкции для 2ЭС5С вместо более современного «Скифа» был взят кузов и тележки электровоза 2ЭС5К «Ермак». Соответственно применены производимые в России ТЭД, тяговый преобразователь, тяговый трансформатор, вспомогательный привод, компрессорное оборудование и оборудование системы управления. По такому (новому) проекту производство 2ЭС5С было начато в 2017 году; в июне 2018 года проведена презентация опытного образца (2ЭС5С-001). В январе 2019 года 2ЭС5С закончил прохождение испытательного 5000-км пробега, а в феврале 2019 г. НЭВЗ выпустил трёхсекционную версию 3ЭС5С.

## Испытания и эксплуатация
В июле 2014 года электровоз получил сертификат соответствия нормам безопасности.
Весной 2018 года проводились специальные испытания электровоза в области преодоления затяжных подъёмов. Тесты проводились на южном ходу Горьковской железной дороги, главным образом на двух самых проблемных участках: пересечение Уральского хребта, а также перегон Свияжск — Тюрлема с подъёмом на высокий правый берег Волги. Здесь для тяги тяжеловесных поездов используются локомотивы серии ВЛ80 в составе трёх секций, а на последнем из этих участков для таких составов приходится задействовать локомотивы-толкачи (что приводит к непроизводительным потерям в сфере производительности локомотива и расхода энергии). Параллельно с электровозом 2ЭС5 здесь же испытывался ещё один локомотив — электровоз 2ЭС7.
Оба локомотива без проблем прошли Уральский хребет, также показав высокую надёжность. Однако перегон Свияжск — Тюрлема в полном объёме смог взять только 2ЭС5 (для прохода 2ЭС7 с составом массой 8300 т пришлось применить локомотив-толкач). При этом 2ЭС5 смог преодолеть этот перегон даже с составом массой 9090 т. Самый сложный подъём состав начал проходить со скоростью 57 км/ч и закончил при 15 км/ч. При подходе к станции Тюрлема скорость возросла до 41 км/ч. Немалую роль здесь сыграли асинхронные ТЭД, для которых не критичны сверхнизкие скорости, а также противоюзовая система.
Тем не менее электровоз 2ЭС5 на время проведения испытаний считается экспериментальным, и конкретных планов его поставок пока нет.
Все электровозы модели 2ЭС5 приписаны к ТЧЭ-11 Тимашевская Северо-Кавказской железной дороги.

## Конструкция

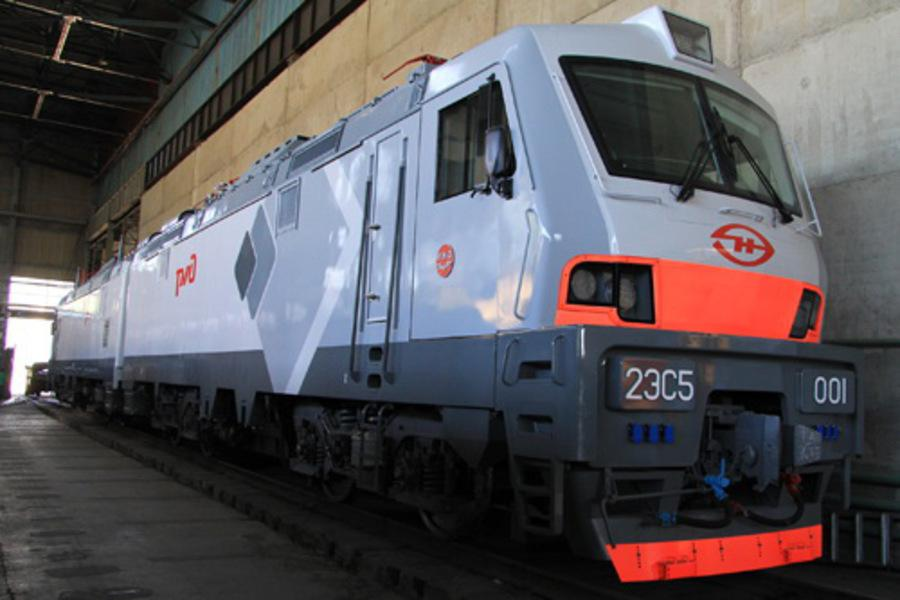
Электровоз 2ЭС5-001 в первоначальной окраске

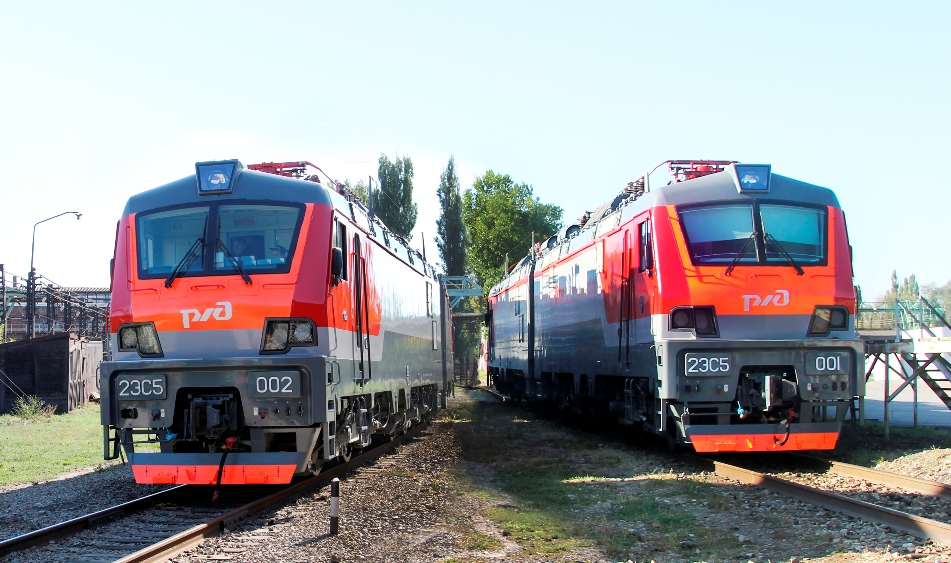
Электровозы 2ЭС5-002 и 001, вид спереди

Особенностью электровозов нового поколения 2ЭС5 является наличие в их составе системы управления, обеспечивающей не только расширенную диагностику бортовых систем и аппаратов, но и оперативную передачу диагностической информации с борта локомотива в депо по каналам цифровой радиосвязи и GPRS. Кроме того, принципиально новым является применение системы автоведения грузового поезда с использованием средств спутниковой навигации ГЛОНАСС и GPS для обеспечения безопасных и энергорациональных режимов движения поездов.
Предусмотрена возможность соединения по цепям управления двух электровозов (2ЭС5+2ЭС5) или трёх секций и синхронного управления ими из головной секции по системе многих единиц, предусмотрена работа электровоза в голове, середине и конце состава.
Предусмотрена возможность соединения силовых цепей 25 кВ на крыше электровоза при работе электровоза в составе трёх секций.
Компоновка оборудования в кузове электровоза выполнена с центральным проходом по кузову и между кабинами.
Конструкцией электровоза, его электрической схемой, предусмотрена возможность управления электровозом машинистом без помощника («в одно лицо»).
Срок службы электровоза — не менее 40 лет.
Расчётный (средний за срок службы) среднегодовой пробег электровоза 225 тыс. км.
Силовые преобразователи, выполненные на ключах IGBT, обеспечивают возможность эффективно управлять частотой и амплитудой трёхфазного напряжения, подаваемого на тяговые шестиполюсные асинхронные двигатели с короткозамкнутым ротором. В режиме рекуперативного торможения электронная система управления снижает базовую частоту трёхфазного инвертора до значений меньших частоты ротора, соответствующей скорости движения, и энергия отдаётся в контактную сеть.
Мощность, количество и схема соединений статических вспомогательных преобразователей обеспечивают сохранение работоспособности всех тяговых двигателей электровоза в случае выхода из строя одного из каналов вспомогательного преобразователя.
Электровоз оборудован системой защиты колёсных пар от юза с поосным растормаживанием в случае появления юза при торможении фрикционным тормозом.
Конструкцией преобразователя обеспечено резервирование питания вспомогательных машин. Диагностика устройств электрооборудования обеспечивает следующие функции:
- выявление недопустимых режимов работы электрооборудования;
- регистрацию недопустимых и опасных событий и сохранение параметров электрических процессов в энергонезависимой памяти для возможности дальнейшего анализа аварийных ситуаций ремонтным персоналом и определения причин их возникновения;
- передачу информации в систему управления электровозом.

Наиболее важные устройства имеют датчики для контроля состояния или встроенную систему диагностики:
- тяговый и вспомогательный преобразователи;
- тяговый трансформатор;
- токоприёмник;
- главный выключатель;
- отдельные коммутационные аппараты;
- аккумуляторы и устройства заряда.

В течение всего срока службы средствами бортовых систем обеспечивается автоматическое измерение и учёт фактического пробега электровоза и наработки основного оборудования от начала эксплуатации, а также надёжное сохранение измерений в энергонезависимой памяти локомотива.
Электровоз 2ЭС5 оборудован системой управления электровозом по радиоканалу при подталкивании состава на крутых подъёмах и системой автоматизированного управления по радиоканалу двумя и более электровозами при вождении нескольких соединённых поездов с распределённой тягой.
Машинисту предоставлена возможность видеонаблюдения из кабины за оборудованием, неисправное, или предаварийное состояние которого может быть выявлено визуально.
Машинисту на дисплее, установленном в кабине, предоставляется полная информация о характере неисправности, с рекомендациями о порядке действий и о накладываемых эксплуатационных и функциональных ограничениях.
Система управления осуществляет постоянный мониторинг работоспособности оборудования электровоза и предупреждает появление опасных ситуаций (возможный перегрев оборудования, некорректные переключения, отключение приборов безопасности и т. п.).
Принципиально новыми в конструкции электровоза 2ЭС5 являются следующие технические решения:
- бесконтактный контроллер машиниста;
- кран машиниста с дистанционным управлением;
- кран вспомогательного прямодействующего тормоза с дистанционным управлением;
- безмасляная компрессорная установка;
- механическая система блокирования высоковольтного оборудования;
- блок питания низковольтных цепей управления;
- комплексная система обеспечения безопасности движения электровоза — «безопасный локомотивный объединённый комплекс»;
- безбандажные цельнокатаные колёса;
- гладкостенная наружная конструкция кузова;
- применение герметичных твёрдотельных реле в качестве коммутационной низковольтной аппаратуры;
- применение светодиодных ламп в устройствах освещения электровоза;
- применение технологии Ethernet для передачи данных диагностики.
- применение технологии MVB для передачи данных тягового и вспомогательного оборудования

## Основные технические решения
- Тележка двухосная, тяговая передача 1-го класса
- Тяговый привод с асинхронными тяговыми двигателями с индивидуальными инверторами напряжения (поосное регулирование)
- Микропроцессорная система управления и диагностики
- Безмасляные поршневые компрессоры с устройствами осушки и очистки воздуха
- Система вентиляции — рассредоточенная с регулированием производительности
- Модульная кабина управления с климат-контролем, соответствующая всем современным санитарным, эргономическим нормам и нормам безопасности
- Энергопоглощающие агрегаты, обеспечивающие безопасность локомотивной бригады при соударениях
- Компоновка оборудования в кузове с центральным проходом вдоль оси электровоза